# ملجأ المناخ
ملجأ المناخ أو ملاذ المناخ يصف مكانًا قد يكون مرغوبًا فيه نسبيًا بسبب تغير المناخ. لا يعتقد معظم العلماء أن هناك أماكن لن تتأثر سلبًا بشكل كبير بتغير المناخ. قد قامت بعض المدن الأمريكية بالترويج لنفسها باعتبارها مكانًا أفضل للعيش على المدى الطويل من أجل جذب المزيد من السكان أو الاستثمار.

## تاريخ

### الولايات المتحدة
في عام 2018، بدأ المصطلح يصبح أكثر شيوعًا بسبب الأشخاص الذين يبحثون عن الأمل في ظل تغير المناخ والمناطق التي اغتنمت الفرصة للترويج لأنفسها، وخاصة في حزام الصدأ.
بحلول عام 2024، روجت بعض قوائم العقارات لدرجات المناخ التي تقدر مستوى تعرض العقار لمخاطر المناخ. دفع الإعصار هيلين المدمر لمدينة أشفيل بولاية كارولينا الشمالية صحيفة نيويورك تايمز إلى نشر مقال استشهد بأساتذة انتقدوا هذا المفهوم إلى حد كبير، بينما زعموا أن بعض المناطق ستظل أقل تكلفة نسبيًا للعيش فيها والتكيف معها من غيرها حتى لو أثر تغير المناخ على جميع أنحاء البلاد.